# Alabama A&M Bulldogs

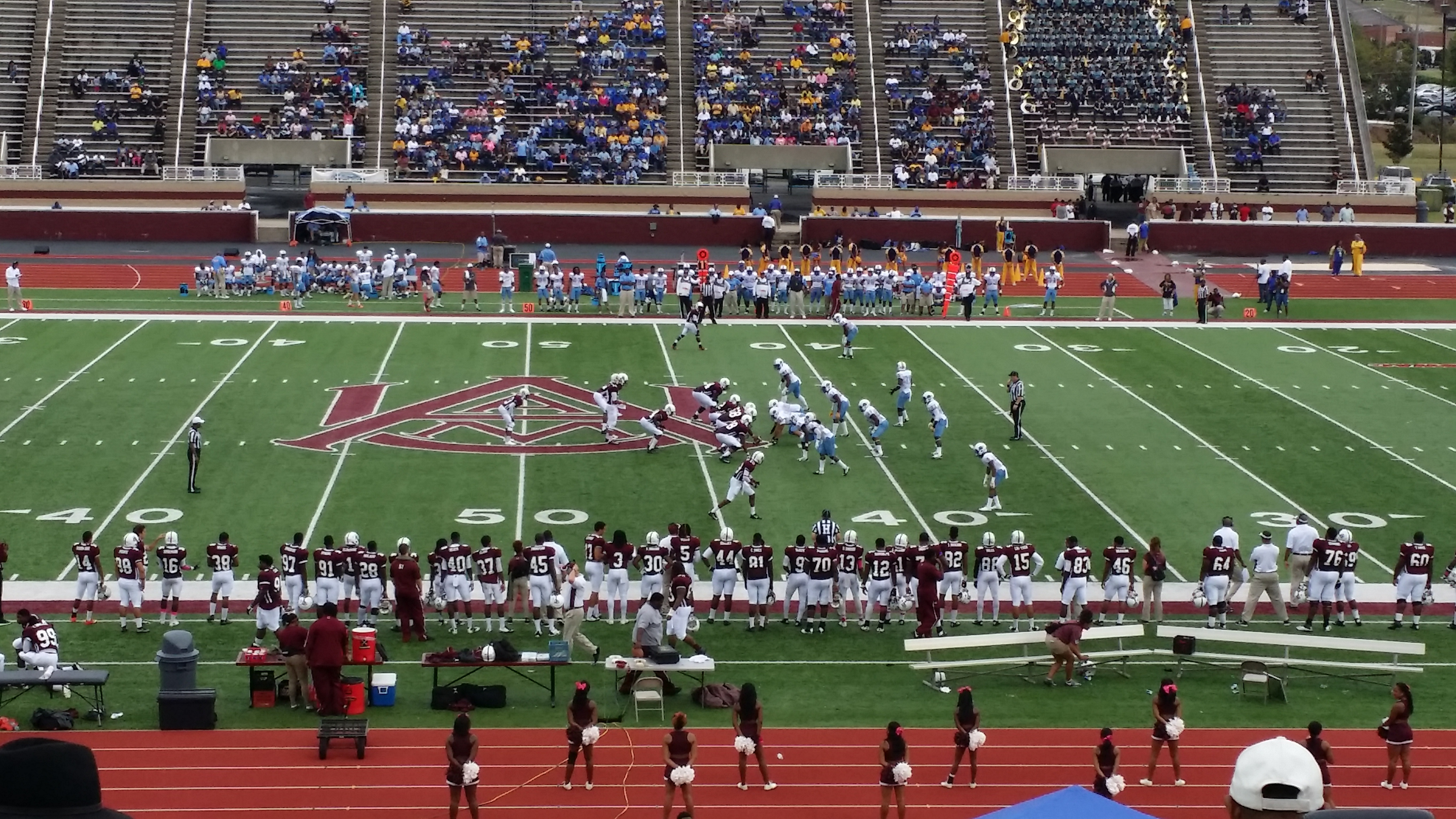
Louis Crews Stadium.

Alabama A&M Bulldogs (español: Bulldogs de la Universidad Agrónoma y Mecánica de Alabama) es el equipo deportivo de la Universidad Agrónoma y Mecánica de Alabama, situada en Normal, Alabama. Los equipos de los Bulldogs participan en las competiciones universitarias organizadas por la NCAA, y forman parte de la Southwestern Athletic Conference. A los equipos femeninos se les denomina Lady Bulldogs.

## Programa deportivo
Los Bulldogs participan en las siguientes modalidades deportivas:
| - Masculino - Béisbol - Baloncesto - Fútbol - Fútbol americano - Tenis - Golf - Atletismo | - Femenino - Baloncesto - Cross - Bolos - Tenis - Fútbol - Softball - Voleibol - Atletismo |

### Baloncesto
El equipo de baloncesto masculino de los Bulldogs solamente ha logrado clasificarse una vez para la Fase Final de la NCAA, en el año 2005, perdiendo en primera ronda ante Oakland. Solo uno de sus jugadores ha llegado a jugar en la NBA, Mickell Gladness.

### Fútbol americano
El equipo de fútbol americano consiguió en 2006 su primer título de la Southwestern Athletic Conference, al derrotar a Arkansas-Pine Bluff en la final por 22-13.